# Oecetis angustipennis
Oecetis angustipennis är en nattsländeart som först beskrevs av Martynov 1936.  Oecetis angustipennis ingår i släktet Oecetis och familjen långhornssländor. Inga underarter finns listade i Catalogue of Life.